# Opstrukcija dvanaestopalačnog creva
Opstrukcija dvanaestopalačnog creva ili atrezija i stenoza duodenuma je kongenitalna anomalija digestivnog trakta koja može biti uzrokovana unutrašnjim, spoljašnjim ili kombinovanim lezijama, bez ikakvog razloga (sporadično). U retkim slučajevima ona je posledica autozomno recesivnih genetskih osobina, a u oko 50% slučajeva udružena je sa drugim kongenitalnim anomalijama. Može se ispoljiti potpunim prekidom u prolaznosti dela kanala (lumena) dvanaestopalačnog creva – atrezijom, ili delimičnim (parcijalnim) suženjem – stenozom.

## Epidemiologija
Incidencija unutrašnje dvanaestopalačne opstrukcije je 1:5.000 novorođenčadi. U dece sa Daunovim sindromom incidencija je mnogo veća i iznosi 46 na 1.000 novorođenčadi. Muškarci i žene su ravnomerno pogođeni, jednakim brojem slučajeva.
U Finskoj, stopa opstrukcija dvanaestopalačnog creva je neđto veća i iznosi jedan slučaj na 3.400 živorođenih.

## Embriologija
Atrezija dvanaestopalačnog creva, membrana ili stenoza najčešće se javljaju u drugom delu dvanaestopalačnog creva, blizu utoka žučnog i pankreasnog voda. U ranom embrionalnom životu, između 5. i 10. nedelje gestacije, dvanaestopalačno crevo je ispunjena traka, a u lumenu mu se stvara vakuolizacijom i rekanalizacija. Dvanaestopalačna atrezija i stenoza nastaju poremećajem u ovoj fazi razvoja. 
Anularni pankreas nastaje poremećajem u razdvajanju prednjeg i zadnjeg pupoljka gušterače, te se formira prsten koji obuhvata drugu porciju dvanaestopalačnog creva. U 80% anomalija se nalazi na ili ispod utoka Vaterove ampule.

## Etiopatogeneza
Kako opstrukcija dvanaestopalačnog creva može bitu uzrokovana unutrašnjim, spoljašnjim ili kombinovanim lezijama, njihovi mogući uzroci prikazani su u ovoj tabeli:
Unutrašnja i spoljašnja opstrukcija dvanaestopalačnog creva mogu biti uzrokovana:
| Unutrašnja opstrukcija | Spoljašnja opstrukcija                                                            |
| --- | --------------------------------------------------------------------------------- |
| - atrezija dvanaestopalačnog creva, - stenoza dvanaestopalačnog creva, - dijafragma, - perforirana dijafragma - istegnuta membrana. | - anularna gušterača (pankreas), - malrotacija ileusa - preduodenalna vena porta. |

### Klasifikacija
Uobičajena klasifikacija atrezija dvanaestopalačnog creva je u tri grupe:
| Tip     | Karakteristike |
| ------- | --- |
| Tip I   | Ovo je najčešći oblik atrezije dvanaestopalačnog creva sa mukoznom pregradom koja ima uredno razvijen mišićni sloj. |
| Tip II  | Javlja se u obliku kratke fibrozne trake koja spaja dva atretična kraja dvanaestopalačnog creva                     |
| Tip III | Kod ovog tipa atrezije dvanaestopalačnog creva postoji potpuna separacija atretičnih krajeva.                       |

Osim ovih tipova atrezije postoje i drugi, kao što je perforirana membrana, rastegnuta membrana ili anularni pankreas (gušterača).
Većina slučajeva dvanaestopalaćne atresije ili stenoze javlja se bez ikakvog razloga (sporadično). Postoje dve teorije o tome kako nastaju ove abnormalnosti. Po jednoj uzrok su: 
Anomalije krvnih sudova
Anomalije krvnih sudova koje u embrionu nastaju zbog njihovog odsustva ili suženja dvanaestopalaćnog creva rezultuje smanjenjem snabdevanja krvlju pogođenog područja, 
Otoka ćelija
Otoka ćelija u dvanaestopalačnom crevu ometa prohodnost kanal prvog dela (lumena) dvanaestopalačnog creva, koji se javljaj u tokom šeste ili sedme nedelje razvoja fetusa.

### Genetika
Iako se za sada ne smatra da se ova kongenitalna anomalija digestivnog trakta nasleđuje otkriveno je nekoliko slučajeve nasleđenih atrezija dvanaestopalačnog creva zbog autozomno recesivnih genetskih osobina.
Nekoliko slučajeva opstrukcije dvanaestopalačnog creva nastalo je zbog nasleđenih autozomno recesivnih genetskih osobina. Naime čovekove osobine, uključujući i klasične genetske bolesti, su rezulata interakcije dva gena, jednog od oca i jednog od majke. U recesivnim poremećajima, stanje se ne javlja, osim ako osoba nasledi isti defektni gen za istu osobinu od svakog od roditelja. 
Ako pojedinac primi jedan normalan gen i jedan gen za bolest, osoba će biti nosilac bolesti, ali obično neće imati simptome atrezije. 
Rizik od prenosa bolesti kod dece, koji su nosioci recesivnog poremećaja, iznosi 25%. Dok 50% dece rizikuje da budu nosioci bolesti, ali generalno neće pokazivati simptome poremećaja. Dok 25% njihove dece može primiti oba normalna gena, po jedan od svakog roditelja, i biti genetski normalna (za tu osobinu). Rizik je isti za svaku trudnoću posebno.

### Udružene anomalije
Visoki je procenat udruženih anomalija koje prate unutrašnje lezije dvanaestopalačnog creva, među kojima sa 30% dominira Daunov sindrom.
Od ostalih anomalija značajan broj imaju ove:
- anularni pankreas,
- urođene mane srca,
- intestinalna malrotacija,
- atrezija jednjaka,[8]
- anomalije urotrakta,
- atrezije anusa,
- vertebralne anomalije.

## Klinička slika
Oko polovina novorođenčadi sa anomalijom dvanaestopalaćnog creva je prevremeno rođeno i male telesne težine. 
- Povraćanje se javlja prvog dana života, a s ozirom da je 80% opstrukcija lokalizovano distalno od Vaterove papile, sadržaj je prebojen sa žuči.
- Abdominalna distenzija je minimalna ili odsutna jer je prepreka visoka.
- U prvom danu života može se ponekad eliminisati oskudna mekonijalna stolica.
- Ukoliko je opstrukcija nekompletna, simptomatologija se sporije razvija.

## Dijagnoza
Najkonstantniji znak u prenatalnoj dijagnostici koji govori u prilog postojanju anomalije dvanaestopalačnog creva je polihidramnion.
Prenatalna dijagnostika
Prenatalna dijagnostika koja se zasniva na ultrazvučnoj dijagnostika počiva na prikazivanju duplog mehura, koji se javlja zbog istovremene distenzije želuca i bulbusa duodenuma. U tom slučaju se traga za mogućim udruženim anomalijama, kao i za hromozomskim anomalijama, pre svega trizomiji 21, te je obavezno uraditi kariotip. Ukoliko se radi o multiplim anomalijama ili udruženim hromozomopatijama postavlja se pitanje daljeg nastavka trudnoće. 
Postnatalno se dijagnostika
Postnatalno se dijagnostika bazira na radiografskom ispitivanju. Ukoliko se radi o atreziji dvanaestopalačnog creva, patognomoničan je nalaz dva mehura sa hidroaeričnim nivoom, praćen odsustvom gasa u distalnim delovima creva, na uspravnoj radiografiji trbuha. 
Ukoliko se radi o delimičnoj opstrukciji, osim dva mehura distalno se vidi manja količina gasa. 
U slučajevima delimične opstrukcije (perforirana dijafragma) nativni snimak trbuha može pokazivati normalan raspored gasa, a simptomatologija može biti odložena za neko vreme.

## Terapija
Ako se ne započne brzo sa rehidratacijom, razvijaju se dehidratacija i elektrolitni disbalans, koji vodi u šok i brzu smrt novorošenčeta.
Lečenje anomalije duodenuma je operativno, a tehnika zavisi od tipa anomalije. U slučajevima atrezije duodenuma, stenoze ili anularnog pankreasa savetuje se duodenoduodenostomija. U slučajevima perforirane dijafragme ili membrane preporučuju se delimična resekcija i duodenoplastika.

## Prevencija
Genetsko savetovanje može biti korisno za bolesnike i njihove porodice sa naslednim oblikom opstrukcija dvanaestopalačnog creva.

## Prognoza
Na morbiditet i mortalitet bolesnika sa opstrukcijom dvanaestopalačnog creva utiče prisustvo udruženih anomalija i mala porođajna težina (prematuritet). 
Ukoliko je dvanaestopalačno crevo veoma distendirano, postoperativni tok komplikuje dug period adinamičnog ileusa.

## Literatura
- Calkins, C. M.; Karrer F. (9. 8. 2016). „Duodenal Atresia”. EMedicine Journal.

## Spoljašnje veze
|  | Molimo Vas, obratite pažnju na važno upozorenje u vezi sa temama iz oblasti medicine (zdravlja). |